# قرة باغ (أرومية)
قرة باغ هي قرية في مقاطعة أرومية، إيران. عدد سكان هذه القرية هو 1,303 في سنة 2006.